# Памятник Сергею Рахманинову (Москва)
Памятник Сергею Рахманинову установлен в 1999 году в Москве на Страстном бульваре. Авторы монумента — скульпторы О. К. Комов, А. Н. Ковальчук и архитектор Ю. П. Григорьев. Памятник имеет статус заявленного объекта культурного наследия.

## История
Изначально памятник русскому композитору Сергею Рахманинову (1873—1943) планировалось установить на набережной Тамбова. К работе над памятником приступил скульптор Олег Комов (1932—1994), однако он умер, почти закончив свою скульптуру. За установку этого памятника родственники скульптора запросили слишком большой гонорар, из-за чего от его установки в Тамбове отказались.
Вскоре было принято решение установить этот памятник в Москве на Страстном бульваре около дома № 5, в котором с 1905 по 1917 год жил Рахманинов. Завершил работу Олега Комова его ученик, скульптор Андрей Ковальчук. Работы по установке памятника велись под руководством директора ОАО «Трансинжстрой» Юрия Рахманинова, родственника композитора.
Открытие памятника состоялось 12 ноября 1999 года. Это был первый в мире монументальный памятник Рахманинову. На торжественной церемонии присутствовали министр культуры Владимир Егоров, мэр Москвы Юрий Лужков, председатель Союза композиторов России Владислав Казенин, президент Рахманиновского общества профессор Виктор Мержанов, профессор Московской консерватории Алексей Кандинский и Юрий Рахманинов.

## Описание
Бронзовая скульптура Рахманинова установлена на кубическом гранитном постаменте. Композитор изображён одетым в концертный костюм и сидящим, облокотившись на спинку стула. В его фигуре чувствуется небольшое напряжение. На лице — мягкая улыбка. Задумчивый взгляд обращён вдаль, в сторону дома, в котором он прожил много лет.